# 新厂镇 (石首市)
新厂镇，是中华人民共和国湖北省荆州市石首市下辖的一个乡镇级行政单位。

## 行政区划
新厂镇下辖以下地区：
民建社区、张家台村、杨家潭村、新厂村、高家槽村、三元沟村、茅林口村、北垸村、杨家台村、万家剅村、陀杨树村、银海村、赵家湾村、王家垱村、六腰垱村、蛟子村、上闸村、葵花村、泥北村、卫国村和黄鳝口林场。